# Seeamt

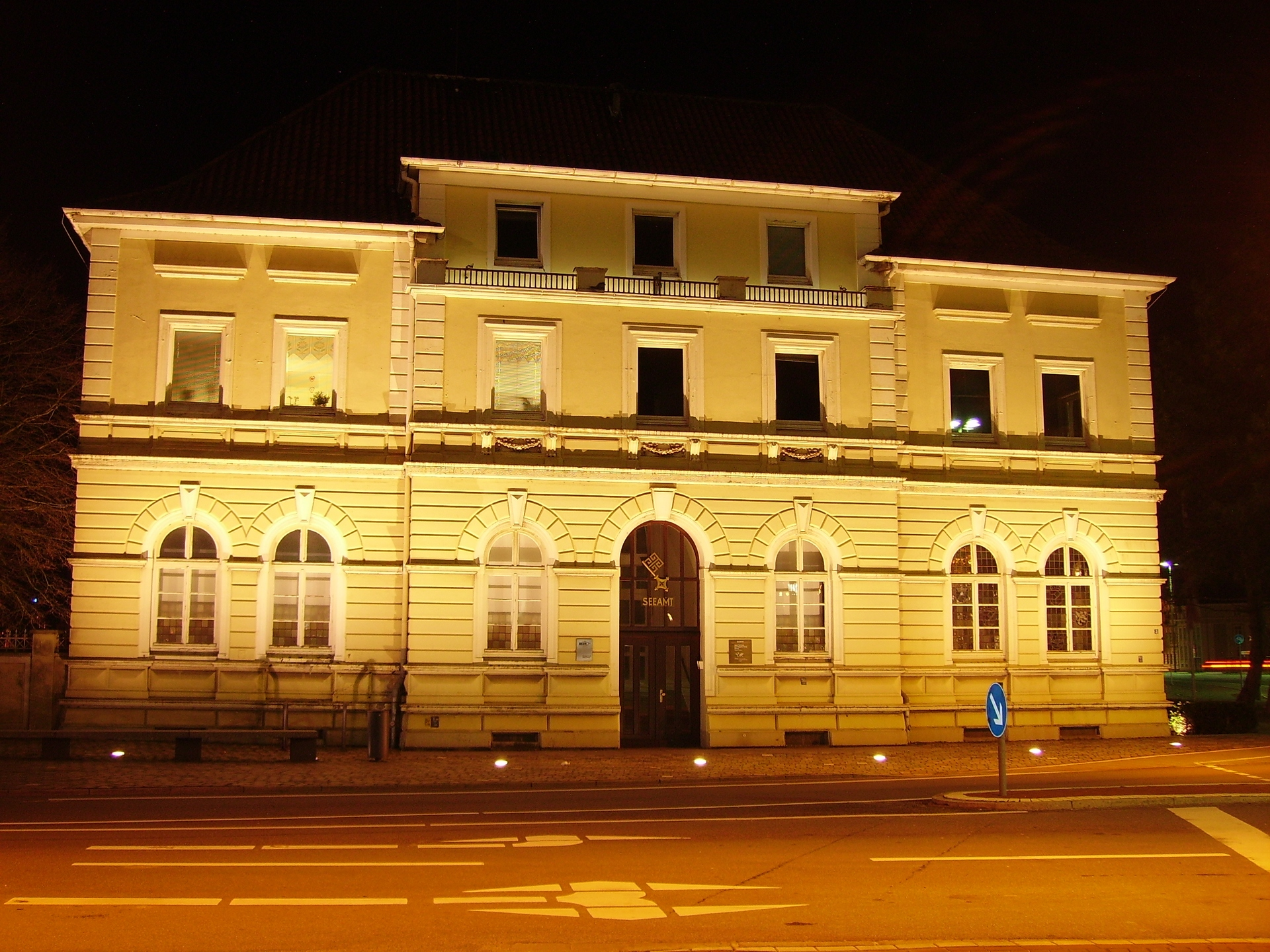
Ehemaliges Seeamt Bremerhaven

Ein Seeamt ist eine Verkehrsbehörde, die Unfälle im Schiffsverkehr untersucht.

## Die Seeunfalluntersuchung
Die Seeunfalluntersuchung in Deutschland ist eine hoheitliche Tätigkeit und obliegt dem Bund (§ 1 Nr. 4a des Seeaufgabengesetzes). Der Bund nimmt diese Aufgabe durch die Wasserstraßen- und Schifffahrtsverwaltung des Bundes (WSV) wahr. Gesetzliche Grundlage ist weiterhin das Seesicherheits-Untersuchungs-Gesetz.
Im Juni 2002 wurde die Seeunfalluntersuchung in Deutschland völlig neu strukturiert, indem sie in ein objektbezogenes und ein subjektbezogenes Verfahren aufgeteilt wurde.
Die objektbezogene Seeunfalluntersuchung wird durch die Bundesstelle für Seeunfalluntersuchung (BSU) gutachterlich durchgeführt. Hierbei sollen die Ursachen, die zum Seeunfall geführt haben, ohne Konsequenzen für die Beteiligten ermittelt werden. Das Ermittlungsergebnis der BSU soll die Sicherheit auf See verbessern und wird nach Ermessen des Leiters der Bundesstelle in schriftlicher und digitaler Form veröffentlicht.
Die subjektbezogene Seeunfalluntersuchung wird durch die Seeämter durchgeführt. Hierbei wird ein Seeunfall hinsichtlich der Konsequenzen für die Beteiligten untersucht. Auch dieses Ergebnis wird nach Ermessen der Vorsitzenden veröffentlicht. Gegen das Ergebnis der seeamtlichen Untersuchung kann bei der Widerspruchsstelle der Generaldirektion Wasserstraßen und Schifffahrt (GDWS) widersprochen werden. Es besteht weiterhin die Möglichkeit, beim Verwaltungsgericht Klage zu erheben. Vor Gericht hat das seeamtliche Ergebnis (der Seeamtsspruch) ebenfalls den Wert eines Gutachtens.
Die beiden Behörden BSU und Seeamt arbeiten nicht zusammen und führen auch keinen Datenaustausch durch.

## Seeämter
Die Seeämter sind Untersuchungskommissionen der Wasserstraßen- und Schifffahrtsverwaltung des Bundes (WSV) und als Sonderstellen bei der Wasserstraßen- und Schifffahrtsdirektion (GDWS) in den Außenstellen Nord und Nordwest eingerichtet. Die Seeämter sind rechtlich nicht selbständige Ausschüsse im Sinne des Verwaltungsverfahrensgesetzes.
Es gibt fünf Seeämter:
Bereich Nord
Hamburg
Kiel
Rostock
Bereich Nordwest
Emden
Bremerhaven
Personell besetzt ist jedoch nur das Seeamt in Kiel mit einem Vorsitzenden mit der Befähigung zum Richteramt und einem ständigen Beisitzer mit der höchsten nautischen Qualifikation. Der Zuständigkeitsbereich der Seeämter richtet sich in den deutschen Hoheitsgewässern nach den Grenzen der örtlichen Wasserstraßen- und Schifffahrtsämtern. Außerhalb der deutschen Hoheitsgewässern ist das Seeamt zuständig, in dessen Bereich die patentausstellende Behörde ihren Sitz hat.

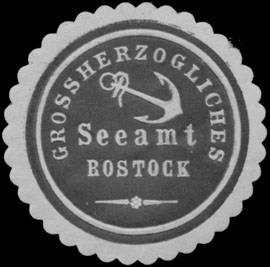
Siegelmarke des Großherzoglichen Seeamtes Rostock

Historische Seeämter bestanden außerdem in Brake (Unterweser), Danzig, Flensburg, Königsberg (Preußen), Lübeck, Stettin, Stralsund und Tönning. Das Schiffsunglück der Deutschland war der Anlass zur Gründung des ersten deutschen Seeamts. Das Reichsoberseeamt war in Berlin.

## Seeunfalluntersuchung
Die Seeunfalluntersuchung durch ein Seeamt wurde durch die Neustrukturierung nicht nur zweigeteilt, sondern den Seeämtern auch die Entscheidungsgewalt entzogen, eigenständig über das Vorliegen eines untersuchungswürdigen Seeunfalls zu entscheiden. Dafür wurde eine Vorprüfstelle in der WSD Nordwest eingerichtet.
Die Vorprüfstelle ist besetzt durch eine Verwaltungsfachkraft ohne nautische Qualifikation, die nautische Stellungnahmen durch das Dezernat Schifffahrt der WSD Nordwest einholen kann. Die Vorprüfstelle entscheidet anhand der Erstermittlungsunterlagen über ein Vorliegen eines untersuchungswürdigen Seeunfalls. Die Grundvoraussetzungen hierfür sind, dass der Beteiligte eine nautisch-technische Qualifikation besitzt und dass möglicherweise das Ergebnis der seeamtlichen Untersuchung ein Fahrverbot ist, weil genügend Anhaltspunkte bestehen, dass der Inhaber der Berechtigung nicht die für eine Tätigkeit als Schiffsführer oder sonst in der Seefahrt Verantwortlicher gebotene körperliche oder geistige Eignung oder das für diese Tätigkeit gebotene Verantwortungsbewusstsein besitzt. Zu den nautisch/technischen Berechtigungen zählen alle Befähigungen nach STCW 95.
Seit 2011 untersuchen die Seeämter keine Sportbootunfälle mehr; eine Ausnahme gibt es nur, wenn das Sportboot gewerblich geführt wird.
Liegt ein untersuchungswürdiger Seeunfall vor, dann wird durch die Vorprüfstelle ein Untersuchungsantrag an die Seeämter gestellt. Anhand der übermittelten Unterlagen durch die Vorprüfstelle, weiterer Unterlagen anderer Ermittlungsbehörden sowie Eigenermittlungen entscheidet das zuständige Seeamt, ob das seeamtliche Verfahren eingestellt oder weitergeführt wird. Zu den Eigenermittlungen zählen u. a. das Befragen von Beteiligten und Zeugen, Besichtigung der Unfallstelle sowie der beteiligten Schiffe, Auswertung von technischen Unterlagen und Aufzeichnungen (z. B. Radar- und Funkaufzeichnungen). Fällt die Entscheidung für eine Seeamtsverhandlung, dann legt die Vorsitzende den Termin, die zu ladenden Zeugen und eventuelle Gutachter fest. Der Beteiligte erhält immer eine förmliche Ladung, hat das Recht auf Akteneinsicht und einen Rechtsbeistand (den er allerdings selbst bezahlen muss). Mit der Ladung erhält der Beteiligte gleichzeitig die Möglichkeit, den weiteren Verlauf des seeamtlichen Verfahren zu bestimmen. Er kann jetzt seine Befähigung freiwillig für 30 Monate abgeben, nach Eingang beim Seeamt wird dann das Verfahren eingestellt (eventuell gibt es noch zu erfüllende Auflagen). Oder aber er widerspricht einer mündlichen Verhandlung, dann fällt das Seeamt seinen Spruch nach Aktenlage. Wird der mündlichen Verhandlung nicht widersprochen, findet die mündliche Verhandlung vor dem Seeamt zum angekündigten Termin statt.

### Seeamtsverhandlung
Eine Seeamtsverhandlung ist eine Verhandlung des Seeamts. Das Seeamt untersucht und spricht Recht bei evtl. Rechtsverstößen, die in deutschen Hoheitsgewässern und auf hoher See bei Beteiligung von deutschen Befähigungen geschehen – beispielsweise verschuldeten Unfällen, Tod auf hoher See, Schiffbruch etc.
Die mündliche Seeamtsverhandlung ist öffentlich, soweit nicht ein Betroffener demgegenüber dem Vorsitzenden widerspricht. Das Seeamt kann für die Verhandlung oder für einen Teil davon die Öffentlichkeit ausschließen (§ 29 Abs. 5 SUG).
Vor der mündlichen Verhandlung wird der Spruchkörper zusammengestellt; er besteht aus dem Vorsitzenden, dem ständigen Beisitzer und zwei ehrenamtlichen Beisitzern. Diese beiden ehrenamtlichen Beisitzer werden aus einer Vorschlagsliste ausgewählt und vom Vorsitzenden zur Seeamtsverhandlung geladen. Mit der Ladung zur Seeamtsverhandlung erhalten die ehrenamtlichen Beisitzer alle erforderlichen Unterlagen, um sich in den Fall einarbeiten zu können. In der mündlichen Verhandlung sowie in den Beratungen sind alle Mitglieder des Spruchkörpers absolut weisungsfrei.
Am Tag der Seeamtsverhandlung tritt der Spruchkörper zusammen, um den Fall vor der mündlichen Verhandlung gemeinsam durchzusprechen.
An der danach stattfindenden mündlichen Verhandlung nimmt neben dem Spruchkörper, den geladenen Beteiligten, Zeugen und Gutachter noch die Verwaltungsfachkraft des Seeamtes als Protokollführer teil. Alle Beteiligten, Zeugen und Gutachter haben ein Zeugnisverweigerungsrecht.
Nachdem alle Beteiligten und Zeugen sowie eventuelle Gutachter gehört worden sind und die Schlussworte gesprochen wurden, schließt der Vorsitzende die mündliche Verhandlung.
Nach der mündlichen Verhandlung zieht sich der Spruchkörper zur geschlossenen Beratung zurück. Während dieser Beratung sind nur die Mitglieder des Spruchkörpers anwesend, und es wird kein Protokoll geschrieben.
Nachdem der gesamte Seeunfall mit den neuen Erkenntnissen aus der mündlichen Verhandlung durchgesprochen wurde, wird über das Ergebnis abgestimmt. Durch die Neustrukturierung der Seeunfalluntersuchung wurde auch die Zusammensetzung des Spruchkörpers geändert. Statt vorher drei ehrenamtlichen Beisitzern sind jetzt nur noch zwei dabei. Bei Stimmengleichheit zählt die Stimme des Vorsitzenden doppelt. Das Ergebnis (Seeamtsspruch) kann eine Einstellung oder ein bis zu 30-monatiges bzw. in außergewöhnlichen Fällen ein lebenslanges Fahrverbot (jeweils mit oder ohne Auflagen) enthalten.
Die Verhandlung vor dem Seeamt ist kein Gerichtsverfahren, sondern ein behördliches Sachverständigenverfahren. Der Spruch des Seeamtes wird von Behörden und Gerichten als Gutachten zur Grundlage weiterer Entscheidung gemacht.
Die Seeamtssprüche sind Verwaltungsakte zur Regelung eines Einzelfalls. Die Seeämter verhängen Fahrverbote oder entziehen die Berechtigung in der Seefahrt (als Sonderfall), wenn sie zu der Überzeugung gelangt sind, dass eine solche Maßnahme für die Sicherheit in der Seefahrt erforderlich ist. In diesen Fällen werden die Fehlverhalten, die dem Fahrverbot zu Grunde liegen, explizit angeführt. Die Feststellungen durch das Seeamt sollen dem Betroffenen aufzeigen, wie er sich zukünftig richtig zu verhalten hat. Die Seeamtssprüche unterliegen, auch wenn es nach der Untersuchung zu einer Einstellung kommt, grundsätzlich dem Datenschutz des Betroffenen. Aus den Feststellungen des Seeamts können möglicherweise auch andere Seefahrer wertvolle Erkenntnisse gewinnen. Eine Veröffentlichung der Seeamtssprüche in anonymisierter Form ist daher nach dem Gesetz zulässig. Trotz entsprechender Aussage auf der Homepage der GDWS werden dort keine Seeamtssprüche veröffentlicht.